# Cengiz Atila
Cengiz Atila (* 27. Juli 1966 in Muğla) ist ein ehemaliger türkischer Fußballspieler. Sein Name wird mit dem Traditionsverein Trabzonspor in Verbindung gebracht. Bei diesem war er Teil jener Mannschaft, die zwei Mal in Folge um die Türkische Meisterschaft mitspielte und beide Male türkischer Vizemeister wurde. Bei diesem Verein verbrachte er auch die erfolgreichste Zeit seiner Karriere und stieg zum türkischen A-Nationalspieler auf.

## Karriere

### Verein
Atila begann mit dem Vereinsfußball in der Nachwuchsabteilung des Fußballvereins Muğlaspor, dem Verein seiner Heimatstadt Muğla. Bei dem Zweitligisten begann Atila ab der Saison 1986/87 aufzulaufen und eroberte sich schnell einen Stammplatz. In der Zweitligasaison 1990/91 gelang ihm schließlich der Durchbruch. Mit 22 Ligatoren beendete er diese Saison als erfolgreichster Torschütze seines Vereins und als einer der erfolgreichsten Stürmer der Liga. Dieser Umstand sorgte auch dafür, dass der Traditionsklub Altay Izmir, der in der Saison 1990/91 in der gleichen Liga wie Muğlaspor spielte und diese als Meister beendend in die 1. Lig aufstieg, Atila für die neue Saison verpflichtete. Bei seinem neuen Verein schaffte Atila schnell die Umstellung auf die höhere 1. Lig und wurde hier allmählich zu einem Leistungsträger.
Im Sommer 1993 wurde Atila schließlich vom Erstligisten Trabzonspor. Bei diesem Verein genoss er auf Anhieb das Vertrauen des belgischen Trainers Georges Leekens. Nach dieser bereits nach vier Spieltagen durch Şenol Güneş, einer Spielerlegende des Vereins, ersetzt wurde, behielt Atila auch unter diesem neuen Spieler seinen Stammplatz. Güneş setzte den bisher immer auf Offensivpositionen spielenden Atila im defensiven Mittelfeld und in der Abwehr ein und verhalf diesem damit zu einem weiteren Karriereschub. Mit seinem Verein holte er im Sommer 1994 mit dem Premierminister-Pokal seinen ersten Titel auf Vereinsebene. In der Saison 1994/95 steigerte Atila seine Leistungen weiter und stieg zum türkischen A-Nationalspieler auf. Sein Verein lieferte sich mit Beşiktaş Istanbul ein Kopf-an-Kopf-Rennen um die Türkische Meisterschaft und wurde schließlich hinter diesem Vizemeister. Atila spielte in dieser Saison durchgängig als Abwehrspieler und sorgte neben seiner Abwehrarbeit durch wichtige Treffer für Punktegewinne seiner Mannschaft. In dieser Saison holte Atilas Team den Türkischen Pokal und den Präsidenten-Pokal. In der Spielzeit 1995/96 setzte sich Trabzonspor an der Tabellenspitze fest und führte die Tabelle über einen Großteil der Saison. Nachdem es den Anschein hatte, dass der Verein nach zwölf Jahren wieder die Türkische Meisterschaft gewinnen würde, verlor die Mannschaft in den letzten Spieltagen unerwartet Punkte. Nach der 0:1-Heimniederlage gegen Vanspor rückte der ärgste Verfolger Fenerbahçe Istanbul auf einen Punkt an Trabzonspor heran. In der Partie vom 32. Spieltag traf Trabzonspor zuhause auf Fenerbahçe. Diese Partie wurde mit 1:2 verloren und damit die Tabellenführung an Fenerbahçe abgegeben. Obwohl die verbleibenden zwei Spiele hoch gewonnen wurden, wurde die Meisterschaft an Fenerbahçe vergeben. Atilas Team holte nach Saisonende den Premierminister-Pokal. Atila startete  in die Saison 1996/97 zwar bei Trabzonspor, wurde aber bereits zur Rückrunde an seinen vorherigen Verein Altay Izmir ausgeliehen.
Im Somme 1997 verließ Atila Trabzonspor und wechselte zum Ligarivalen Vanspor. Für diesen spielte er eine Spielzeit lang und zog zum Zweitligisten Karşıyaka SK weiter. Nach drei Spielzeiten für Karşıyaka wechselte Atila in die Amateurliga zu Yeni Milasspor, einem Verein seiner Heimatprovinz Muğla. Für diesen Verein spielte er bis 2004 und beendete anschließend seine Karriere.

### Nationalmannschaft
Atila der zuvor für keine Jugendnationalmannschaft der Türkei gespielt hatte, wurde im Dezember 1994 vom Nationaltrainer Fatih Terim Qualifikationsspiels der EM 1996 gegen die Schweizer Nationalmannschaft zum ersten Mal für das Aufgebot der türkischen Nationalmannschaft nominiert und gab in dieser Begegnung sein A-Länderspieldebüt. Im gleichen Monat absolvierte er ein zweites Länderspiel. Er wurde im März 1995 ein letztes Mal in den Kader der Nationalmannschaft nominiert, kam aber bei dieser Partie nicht zu einem Einsatz.

## Erfolge
Mit Trabzonspor
- Türkischer Vizemeister: 1994/95, 1995/96
- Türkischer Pokalsieger: 1994/95
- Präsidenten-Pokalsieger: 1994/95
- Premierminister-Pokalsieger: 1993/94, 1995/1996